# Isaia (nome)
Isaia  è un nome proprio di persona italiano maschile.

## Varianti in altre lingue
- Ebraico: יְשַׁעְיָהוּ (Isaiah, Yesha'yahu)[1]
- Finlandese: Esa[1]
- Greco biblico: Ησαιας (Esaias)[1]
- Hawaiiano: Ikaia[1]
- Inglese: Isaiah[1], Isiah[1], Isaias
- Latino: Esaias[1][2], Isaias[3]
- Macedone: Исаија (Isaija)[1]
- Polacco: Izajasz
- Portoghese: Isaías, Izaías
- Russo: Исай (Isaj)[1]
- Serbo: Исаија (Isaija)[1]
- Spagnolo: Isaías
- Ungherese: Ézsaiás

## Origine e diffusione
È di tradizione biblica, in quanto portato dal profeta dell'Antico Testamento Isaia; deriva dall'ebraico Yesha'yah, forma abbreviata del nome יְשַׁעְיָהוּ (Yesha'yahu), che significa "Yahweh è salvezza" (essendo composto da Yahweh e da yesha o yeshua, "salvezza"); ha quindi significato pressoché identico al nome Giosuè, da cui deriva Gesù.
Dopo la Riforma Protestante, la forma Isaiah cominciò ad essere usata in inglese negli ambiti cristiani.

## Onomastico
L'onomastico si festeggia il 9 maggio, in memoria di sant'Isaia, profeta e martire; si ricordano con questo nome anche:
- 14 gennaio, sant'Isaia, martire con altri compagni sul Sinai[2][6]
- 16 febbraio, sant'Isaia, martire con altri compagni in Cilicia sotto Galerio[2][5]
- 8 novembre, beato Isaia Boner, religioso polacco[7]

## Persone

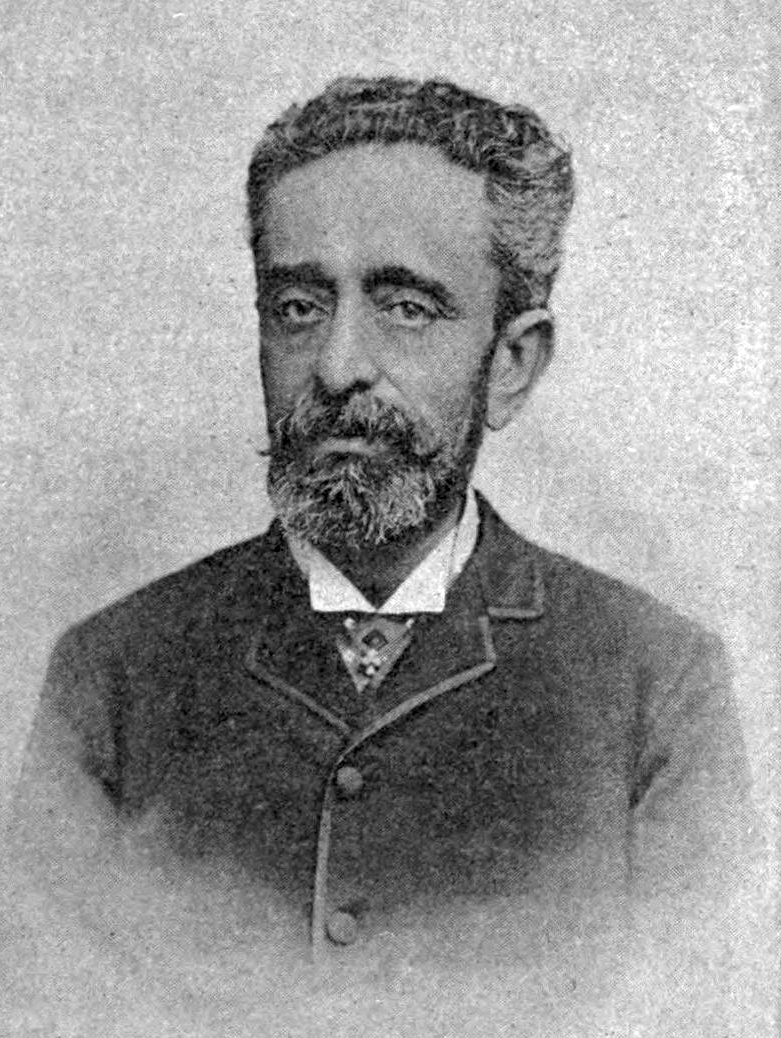
Isaia Ghiron

- Isaia Billé, contrabbassista, compositore e pubblicista italiano
- Isaia Ceci, carabiniere e patriota italiano
- Isaia da Pisa, scultore italiano
- Isaia Ghiron, bibliotecario e numismatico italiano
- Isaia Levi, politico italiano
- Isaia Sales, scrittore e politico italiano
- Isaia Toeava, rugbista a 15 neozelandese

### Variante Isaiah

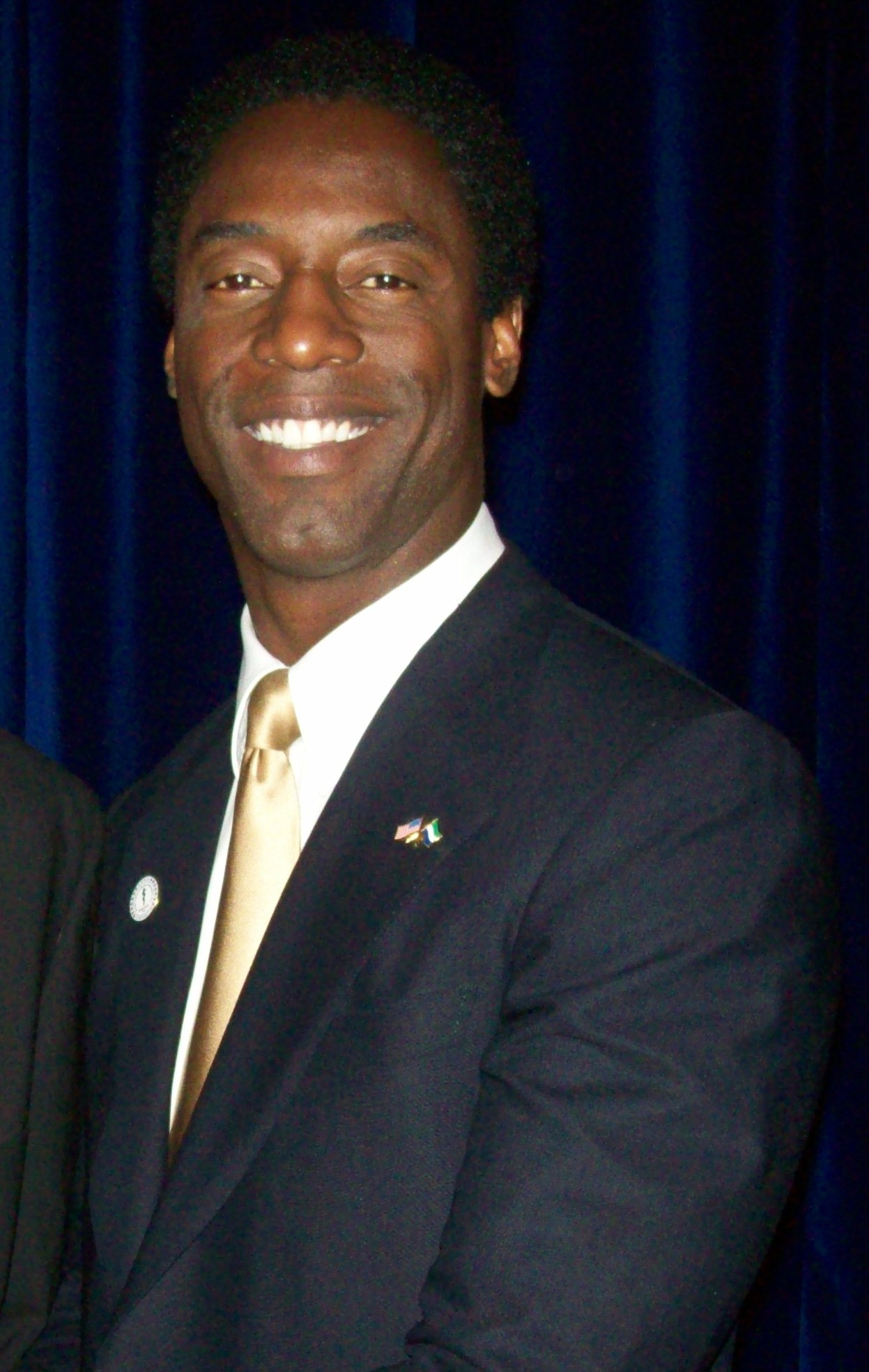
Isaiah Washington

- Isaiah Berlin, filosofo, politologo e diplomatico britannico
- Isaiah Ekejiuba, giocatore di football americano statunitense
- Isaiah Frey, giocatore di football americano statunitense
- Isaiah Morris, cestista statunitense
- Isaiah Osbourne, calciatore britannico
- Isaiah "Ikey" Owens, tastierista statunitense
- Isaiah Pead, giocatore di football americano statunitense
- Isaiah Rider, cestista statunitense
- Isaiah Thomas, cestista statunitense
- Isaiah Washington, attore statunitense
- Isaiah Wilson, cestista statunitense

### Variante Isiah
- Isiah Thomas, cestista e allenatore di pallacanestro statunitense
- Isiah Victor, cestista statunitense
- Isiah Whitlock Jr., attore statunitense

### Variante Isaías

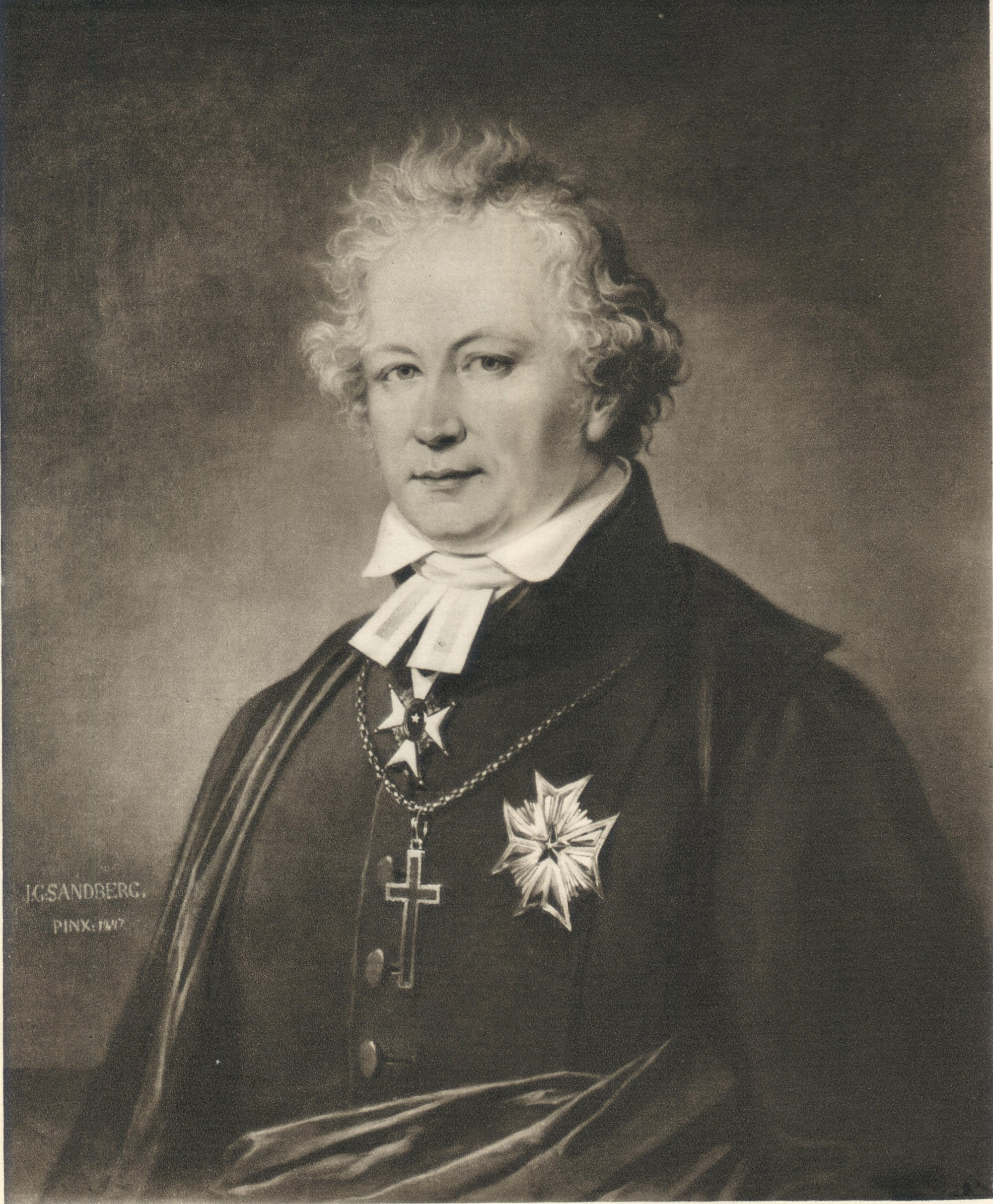
Esaias Tegnér

- Raúl Isaías Baduel, politico e militare venezuelano
- Isaías Marques Soares, calciatore brasiliano
- Isaías Medina Angarita, politico venezuelano

### Altre varianti
- Isaias Afewerki, politico eritreo
- Isaj Aleksandrovič Dobrovejn, pianista, compositore e direttore d'orchestra russo naturalizzato norvegese
- Esa Holopainen, chitarrista finlandese
- Esa Pekonen, allenatore di calcio e calciatore finlandese
- Esa-Pekka Salonen, direttore d'orchestra e compositore finlandese
- Esaias Tegnér, poeta e vescovo svedese
- Esaias van de Velde, pittore e incisore olandese

## Il nome nelle arti
- Isaia, più noto come Ih-Oh, è un personaggio della serie di Winnie the Pooh.
- Isaiah Bradley è un personaggio dei fumetti Marvel Comics.